# Musikjahr 1713
Liste der Musikjahre

◄◄ | ◄ | 1709 | 1710 | 1711 | 1712 | Musikjahr 1713 | 1714 | 1715 | 1716 | 1717 | ► | ►►

Weitere Ereignisse
Dieser Artikel behandelt das Musikjahr 1713.

## Ereignisse

### Johann Sebastian Bach

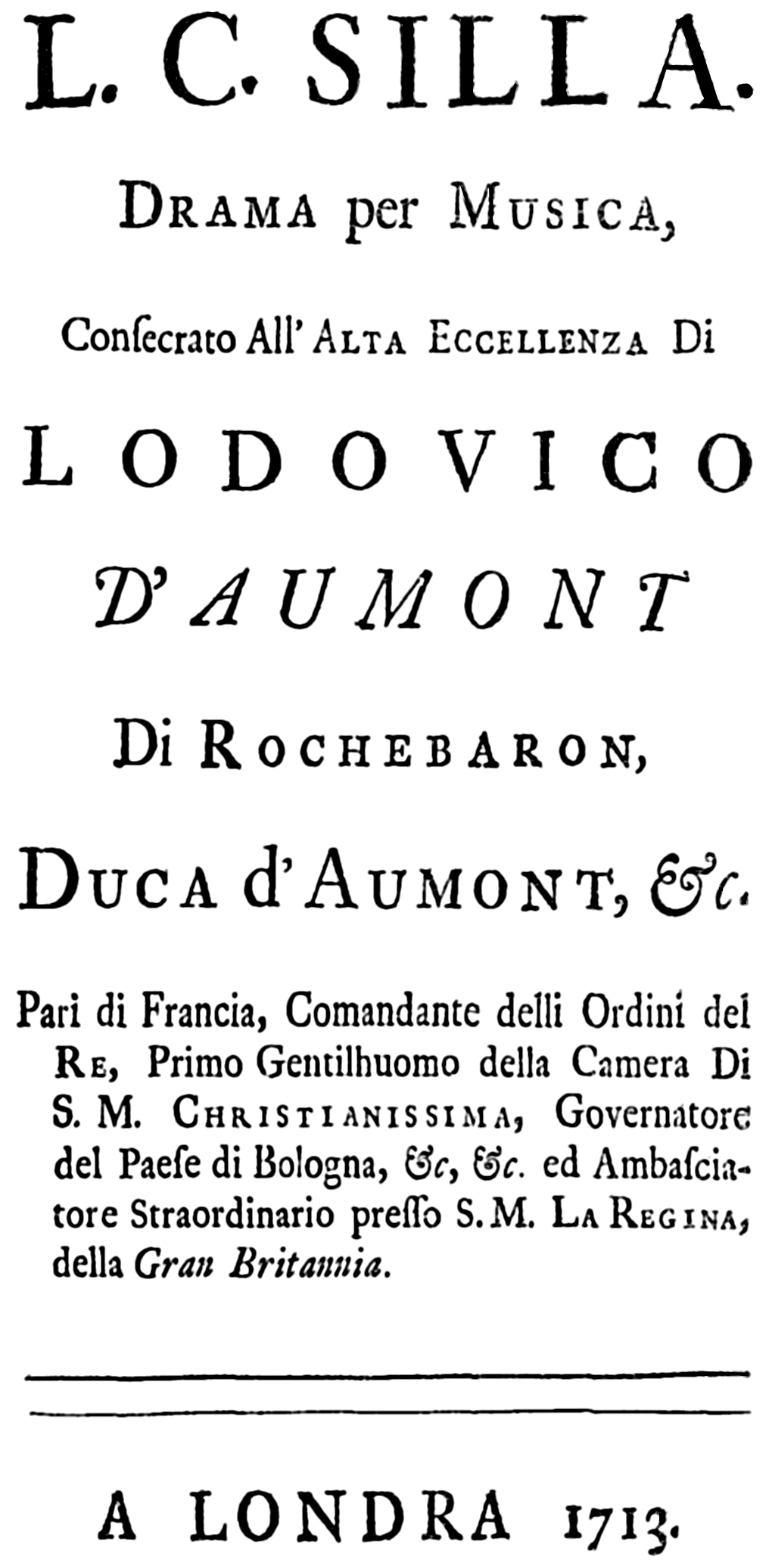
Georg Friedrich Händel – Lucio Cornelio Silla – Titelseite des Librettos – London 1713

- Johann Sebastian Bach ist in Weimar als Hoforganist und Kammermusiker am Hof von Herzog Wilhelm Ernst tätig.
- 23. Februar: Die Zwillinge Maria Sophia und Johann Christoph von Maria Barbara Bach und Johann Sebastian Bach werden geboren, sterben aber bald darauf.
- 28. Juni: Die Kantate Was mir behagt, ist nur die muntre Jagd (BWV 208) von Bach wird aus Anlass des 31. Geburtstags von Christian von Sachsen-Weißenfels in Weißenfels im Jägerhof an der Nikolaistraße uraufgeführt. Das Libretto stammt von Salomon Franck. Es ist Bachs früheste bekannte weltliche Kantate.
- 00. Oktober: Die Kantate Alles mit Gott und nichts ohn’ ihn (BWV 1127) wird uraufgeführt.
- Gegen Ende des Jahres wird Johann Sebastian Bach nach der Aufführung einer Probekantate die Organistenstelle an der Marktkirche St. Marien und Liebfrauen in Halle angeboten. Er erhält am 14. Dezember seine Bestallung vom Kirchenkollegium, zögert aber mit der Vertragsunterzeichnung und schickt erst am 19. März 1714 eine endgültige Absage mit der Begründung, dass die Besoldung nicht seiner Erwartung entspreche.
- Während seiner Amtszeit in Weimar in den Jahren 1712 bis 1717 komponiert Johann Sebastian Bach eine Sammlung choralgebundener Orgelstücke (Choralvorspiele), bekannt als das Orgelbüchlein (BWV 599–644).

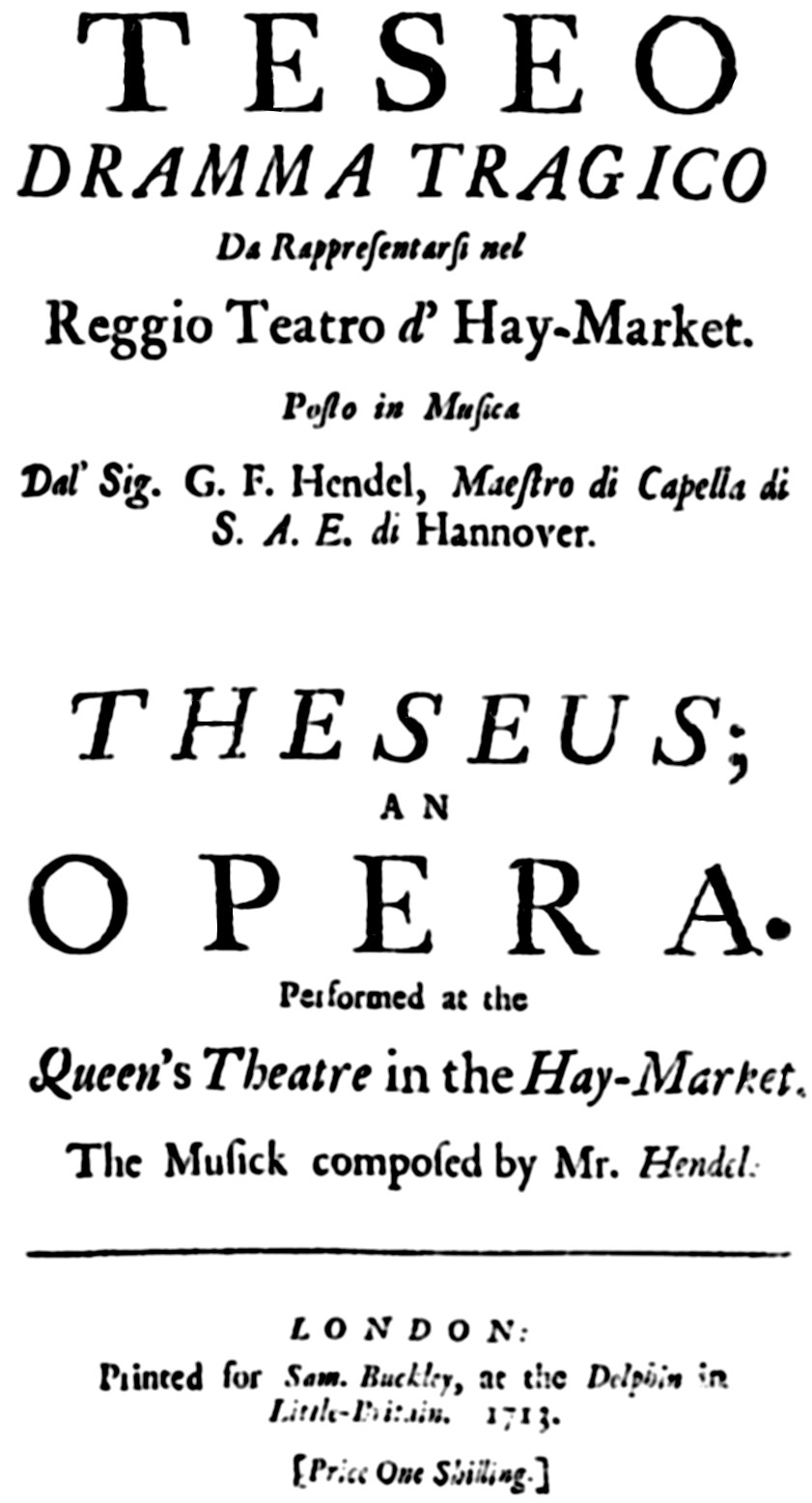
Georg Friedrich Händel – Teseo – Titelseite des Librettos – London 1713

### Georg Friedrich Händel
- Georg Friedrich Händel weilt seit Oktober 1712 erneut in London und wohnt zunächst ein Jahr bei einem reichen Musikliebhaber namens Andrews in Barn Elms, Surrey (dem heutigen Barnes).
- 10. Januar: Georg Friedrich Händels dritte Londoner Oper Teseo hat ihre Uraufführung im Queen’s Theatre, Haymarket. Die Oper stellt die erstmalige Zusammenarbeit mit dem Musiker und Dichter Nicola Francesco Haym dar. Dieser bedient sich für das Libretto der französischen Vorlage Thésée, die Philippe Quinault 1675 für Jean-Baptiste Lully geschrieben hat. Die Übernahme der Struktur dieser Tragédie lyrique bringt es mit sich, dass Teseo Händels einzige Oper mit fünf Akten ist.
- Georg Friedrich Händel verfasst die Ode for the Birthday of Queen Anne. Da Anne an ihrem Geburtstag, dem 6./16. Februar krank ist, wird das Werk wohl erst ein Jahr später uraufgeführt.
- Vermutlich 2. Juni: Das Dramma per musica in drei Akten Lucio Cornelio Silla von Georg Friedrich Händel auf das Libretto von G. Rossi wird im Burlington House oder Queen’s Theatre in London uraufgeführt.
- 07. Juli: Nach einer öffentlichen Probe am 5. März erfolgt die offizielle Uraufführung von Händels Utrechter Te Deum und Jubilate anlässlich des Friedens von Utrecht bei einem Gottesdienst in der St Paul’s Cathedral. Das Werk trägt dem Komponisten eine jährliche Pension von Queen Anne ein und wird in der Folge jedes Jahr zum Festival of the Sons of the Clergy aufgeführt.

### Alessandro Scarlatti

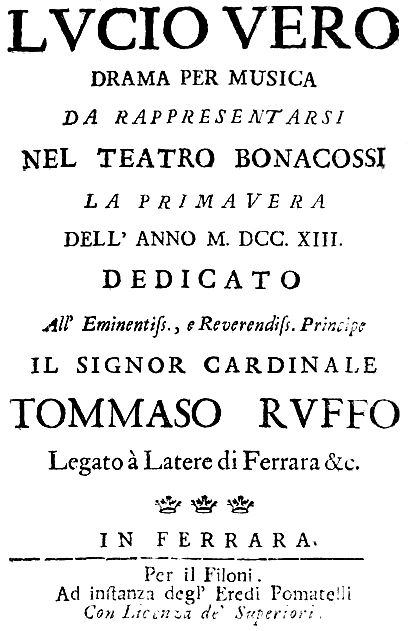
Tomaso Albinoni – Lucio Vero – Titelseite des Librettos – Ferrara 1713

- Alessandro Scarlatti, der in Neapel als Kapellmeister der Cappella Reale tätig ist, beschäftigt sich mit der von ihm bis dahin vernachlässigten Instrumentalmusik. 1715 wird er die 12 Sinfonie di concerto grosso herausgeben können.

### Domenico Scarlatti
- Domenico Scarlatti ist in Rom seit 1709 bei der im Exil lebenden und im Palazzo Zuccari wohnenden polnischen Königin Maria Casimira Sobieska angestellt, für deren Privatbühne er im Laufe der Jahre sechs Opern, sowie mindestens eine Kantate und ein Oratorium komponiert.
- Von 1711 bis 1714 arbeitet Scarlatti mit dem Librettisten Carlo Sigismondo Capece und dem Bühnenbildner Filippo Juvarra zusammen.
- 11. Januar: Das Dramma per musica Ifigenia in Aulide von Domenico Scarlatti auf das Libretto von Carlo Sigismondo Capece wird im Palazzo Zuccari in Rom uraufgeführt. Nur eine Arie der Oper ist erhalten.
- In diesem Jahr erfolgt in Rom auch die Uraufführung der Oper Ifigenia in Tauri von Scarlatti auf das Libretto von Carlo Sigismondo Capece. Von dieser Oper sind nur drei Arien erhalten.
- 22. Dezember: Scarlatti wird maestro di capella an der Capella Giulia des Vatikans.

### Georg Philipp Telemann
- Georg Philipp Telemann ist städtischer Musikdirektor und Kapellmeister der Barfüßer- und Katharinenkirche in Frankfurt am Main. Telemann übernimmt zusätzlich die Organisation der wöchentlich stattfindenden Konzerte sowie verschiedene Verwaltungsaufgaben der vornehmen Stubengesellschaft Zum Frauenstein im Haus Braunfels auf dem Liebfrauenberg, wo er selbst auch wohnt.

### Antonio Vivaldi
- Antonio Vivaldi ist musikalischer Leiter (maestro de’ concerti) des Orchester des Ospedale della Pietà (eines von vier Heimen in Venedig für Waisenmädchen). Das Orchester erlangt einen legendären Ruf und lockt zahlreiche Italienreisende an.
- 17. Mai: Die erste Oper von Antonio Vivaldi Ottone in villa auf das Libretto von Domenico Lalli hat Uraufführung am Teatro delle Grazie in Vicenza. Bis 1739 werden über fünfzig weitere Opern folgen.

### Weitere biografische Ereignisse

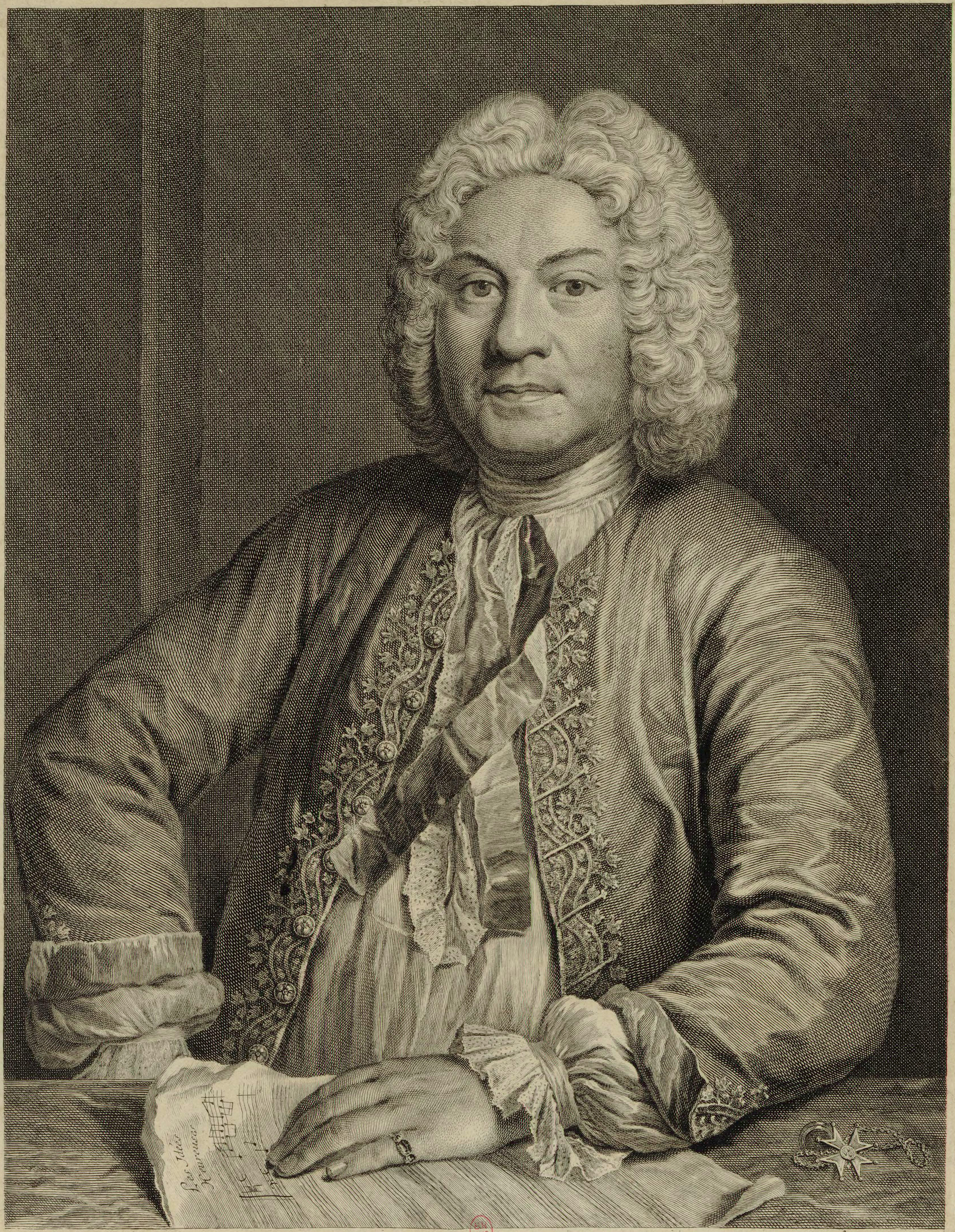
François Couperin

- Am französischen Hof Ludwigs XIV. feiert man den Frieden von Utrecht mit dem Ballet de la Paix (S. 150; Ballett des Friedens) von Michel-Richard Delalande.
- Pierre-César Abeille ist ungefähr ein halbes Jahr vicaire du choeur und maître de musique an St Germain-l’Auxerrois in Paris.
- François Couperin veröffentlicht den ersten Band seiner originellen Pièces de clavecin (Stücke für Cembalo) und ist spätestens von diesem Zeitpunkt an der anerkannt führende Meister der verfeinerten Cembalokunst Frankreichs.
- In Wien wirkt Johann Joseph Fux von 1713 bis 1718 als Hofkapellmeister der Kaiserinwitwe Wilhelmine Amalie.
- Francesco Bartolomeo Conti wird neben Marc’Antonio Ziani und Fux zum Hofkomponisten des Wiener Kaiserhofes bestellt.
- Daniel Purcell wird Organist an der Kirche St. Andrew’s, Holborn in London.
- 31. Mai: Johann Mattheson startet mit der Herausgabe der Zeitschrift Der Vernünfftler, der ersten deutschsprachigen „Moralischen Wochenschrift“. Es handelt sich um ins Deutsche übersetzte Auszüge aus den beiden englischen Zeitschriften Tatler und Spectator. Obwohl die Zeitschrift nur gut ein Jahr lang bis 26. Mai 1714 erscheint, hat sie einen nachhaltigen Einfluss auf „die gesamte Entwicklung der deutschen Literatursprache.“
- Jean-Philippe Rameau, der seit 1709 als Organist der Kirche Notre-Dame de Dijon tätig ist, wechselt nach Lyon.
- Gottfried Silbermann nimmt Zacharias Hildebrandt als Lehrling auf, obwohl dieser kein Lehrgeld zahlen kann. Dafür verpflichtet Hildebrandt sich vertraglich, nach der Ausbildung „in Sachßen und Elsaß in keinerley Wege, ihm [= Silbermann] zum Nachtheil, etwas zu arbeiten“. Da Hildebrandt sich nicht an die Vereinbarung hält, entbrennt zwischen den Konkurrenten zu Beginn der 1720er Jahre ein langer Rechtsstreit.
- Gaetano Berenstadt macht in Florenz die Bekanntschaft des pfälzischen Kurfürsten Johann Wilhelm von der Pfalz, der ihn als Hofsänger an den Hof von Düsseldorf verpflichtet. In Düsseldorf wirkt er an der Amalasunta des Düsseldorfer Hofkapellmeisters Johann Hugo von Wilderer (1670–1724) mit.

### Gründungen
- König Ludwig XIV. von Frankreich und Navarra gründet die Académie Royale de Danse.

### Uraufführungen

#### Opern
- Tomaso Albinoni – Lucio Vero (auf das Libretto von Apostolo Zeno; Uraufführung am 27. Mai)
- Francesco Bartolomeo Conti – L’ammalato immaginario (Intermezzo; Uraufführung in Wien am 23. Februar)
- Francesco Feo – L'amor tirannico, ossia Zenobia (auf das Libretto von Domenico Lalli; Uraufführung in Neapel am 18. Januar)
- Georg Friedrich Händel
  - Teseo (Uraufführung im Queen’s Theatre, Haymarket in London am 10. Januar)
  - Lucio Cornelio Silla (Dramma per musica; auf das Libretto von G. Rossi; Uraufführung im Burlington House oder Queen’s Theatre in London; vermutlich am 2. Juni)
- Antonio Lotti
  - Porsenna (Dramma per musica in 3 Akten; auf das Libretto von Agostino Piovene; Uraufführung in Venedig)
  - Irene augusta (Dramma per musica in 3 Akten; auf das Libretto von Francsco Silvani; Uraufführung am 22. November in Venedig)
- Nicola Antonio Porpora – Basilio re d'oriente (auf das Libretto von B. de Domenici; nach G.B.Y. Neri; Uraufführung in Neapel; verschollen)
- Giovanni Alberto Ristori – Orlando furioso (auf ein Libretto von Grazio Braccioli; Uraufführung im Teatro Sant’Angelo in Venedig)
- Domenico Scarlatti
  - Ifigenia in Aulide (Dramma per musica; auf das Libretto von Carlo Sigismondo Capece; Uraufführung am 11. Januar in Rom; nur eine Arie erhalten)
  - Ifigenia in Tauri (Dramma per musica; auf das Libretto von Carlo Sigismondo Capece; Uraufführung in Rom; nur drei Arien erhalten)
- Antonio Vivaldi – Ottone in villa (auf das Libretto von Domenico Lalli; Uraufführung am Teatro delle Grazie in Vicenza)

### Instrumentalmusik

#### Kammermusik
- Johann Sebastian Bach[1]
  - Trias Harmonica (BWV 1072)
  - Instrumentalsatz (BWV 1040, Trio, komponiert 1713?)
- Francesco Antonio Bonporti – 10 Inventioni da Camera für Violine und Bass op. 10
- Johann Christian Schickhardt – Sechs Konzerte für vier Altblockflöten und Basso continuo, op. 19 (gewidmet dem Generalmusikdirektor Christoph Wilhelm von Brandt; veröffentlicht 1713)

#### Laute
- Johann Sebastian Bach[1] – Suite e-Moll (BWV Anh. 159, komponiert 1712–1713)

### Tastenmusik

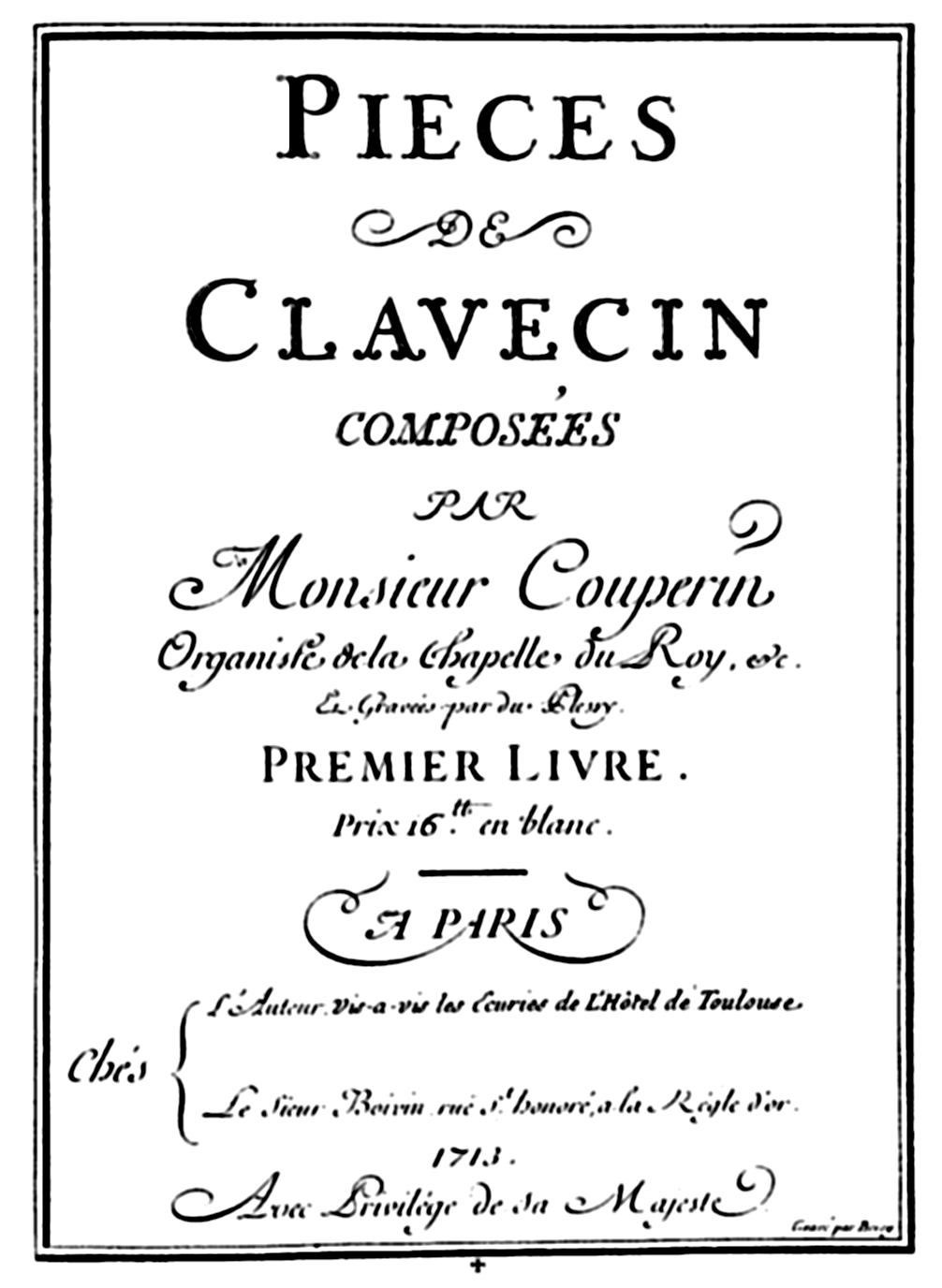
Pièces de clavecin, premier livre (1713) von François Couperin

#### Cembalo (u.a.)
- Johann Sebastian Bach
  - Transkriptionen diverser Konzerte von Antonio Vivaldi, Alessandro und Benedetto Marcello, Giuseppe Torelli, Georg Philipp Telemann und Johann Ernst Prinz von Sachsen-Weimar für Cembalo solo (oder Orgel manualiter ?) BWV 972–987 (komponiert 1713–1714)[1]
- Johann Heinrich Buttstett – Musicalische Clavier-Kunst und Vorraths-Kammer (für Cembalo oder Clavichord)
- François Couperin – Pièces de clavecin, erster Band (für Cembalo)

#### Orgel
- Johann Sebastian Bach[1]
  - Nun komm, der Heiden Heiland (BWV 599, komponiert 1713–1715)
  - Gott, durch deine Güte (BWV 600, komponiert 1713–1715)
  - Herr Christ, der ein'ge Gottessohn (BWV 601, komponiert 1713–1715)
  - Lob sei dem allmächtigen Gott (BWV 602, komponiert 1713–1715)
  - Puer natus in Bethlehem (BWV 603, komponiert 1713–1715)
  - Gelobet seist du, Jesu Christ (BWV 604, komponiert 1713–1715)
  - Der Tag, der ist so freudenreich (BWV 605, komponiert 1713–1715)
  - Vom Himmel hoch, da komm ich her (BWV 606, komponiert 1713–1715)
  - Vom Himmel kam der Engel Schar (BWV 607, komponiert 1713–1715)
  - In dulci jubilo (BWV 608, komponiert 1713–1715)
  - Lobt Gott, ihr Christen, allzugleich (BWV 609, komponiert 1713–1715)
  - Jesu, mein Freude (BWV 610, komponiert 1713–1715)
  - Christum wir sollen loben schon (BWV 611, komponiert 1713–1715)
  - Wir Christenleut (BWV 612, komponiert 1713–1715)
  - Helft mir Gottes Güte preisen (BWV 613, komponiert 1713–1715)
  - Das alte Jahre vergangen ist (BWV 614, komponiert 1713–1715)
  - In dir ist Freude (BWV 615, komponiert 1713–1715)
  - Mit Fried und Freud ich fahr dahin (BWV 616, komponiert 1713–1715)
  - Herr Gott, nun schleuß den Himmel auf (BWV 617, komponiert 1713–1715)
  - O Lamm Gottes, unschuldig (BWV 618, komponiert 1713–1715)
  - Christe, du Lamm Gottes (BWV 619, komponiert 1713–1715)
  - Christus, der uns selig macht (BWV 620, komponiert 1713–1715)
  - Christus, der uns selig macht (BWV 620a, komponiert 1713–1715)
  - Da Jesus an dem Kreuze stund (BWV 621, komponiert 1713–1715)
  - O Mensch, bewein dein Sünde groß (BWV 622, komponiert 1713–1715)
  - Wir danken dir, Herr Jesu Christ (BWV 623, komponiert 1713–1715)
  - Hilf Gott, dass mir's gelinge (BWV 624, komponiert 1713–1715)
  - Christ lag in Todesbanden (BWV 625, komponiert 1713–1715)
  - Jesus Christus, unser Heiland (BWV 626, komponiert 1713–1715)
  - Christ ist erstanden (BWV 627, komponiert 1713–1715)
  - Erstanden ist der heilge Christ (BWV 628, komponiert 1713–1715)
  - Erschienen ist der herrliche Tag (BWV 629, komponiert 1713–1715)
  - Heut triumphieret Gottes Sohn (BWV 630, komponiert 1713–1715)
  - Komm, Gott Schöpfer, Heiliger Geist (BWV 631, komponiert 1713–1715)
  - Komm, Gott Schöpfer, Heiliger Geist (BWV 631a, komponiert 1713–1715)
  - Herr Jesu Christ, dich zu uns wend (BWV 632, komponiert 1713–1715)
  - Liebster Jesu, wir sind hier (BWV 633, komponiert 1713–1715)
  - Liebster Jesu, wir sind hier (BWV 634, komponiert 1713–1715)

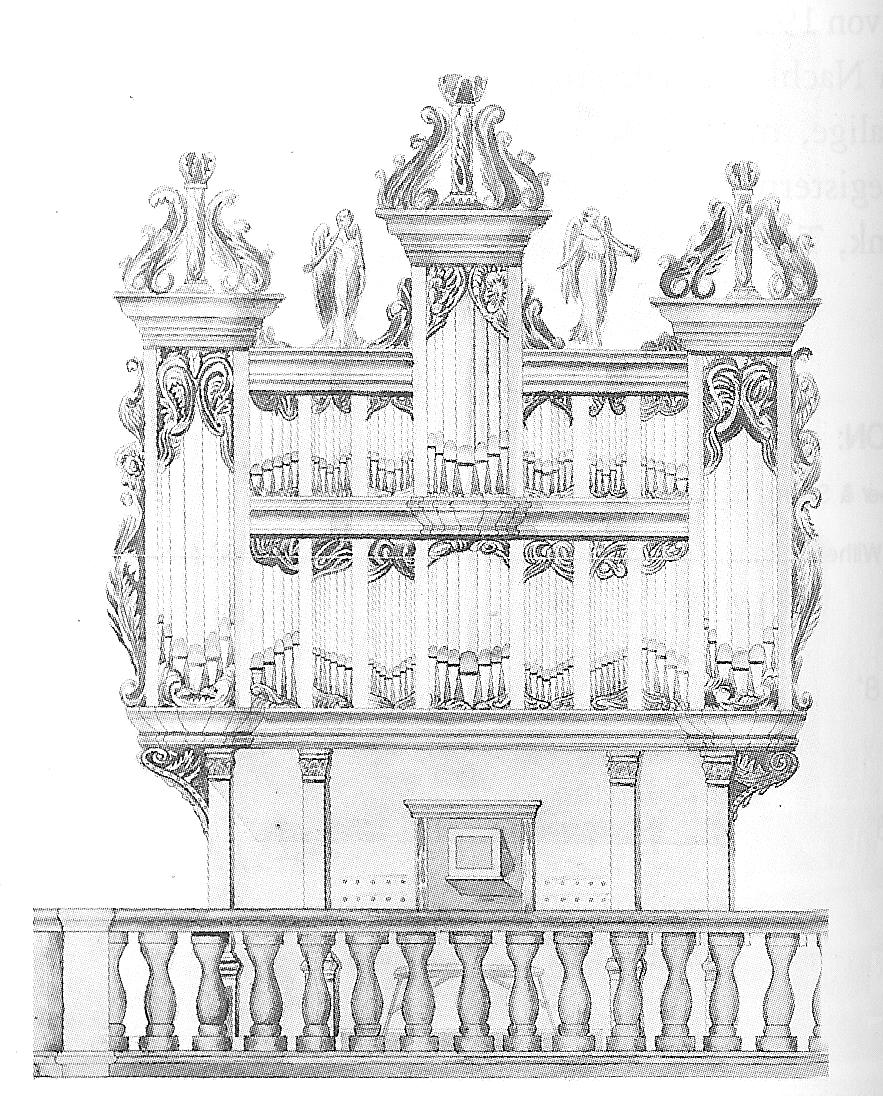
Orgelprospekt der Orgel der Burgkirche in Lübeck von Hans Hantelmann

- - Dies sind die heilgen zehn Gebot (BWV 635, komponiert 1713–1715)
  - Vater unser im Himmelreich (BWV 636, komponiert 1713–1715)
  - Durch Adams Fall ist ganz verderbt (BWV 637, komponiert 1713–1715)
  - Es ist das Heil uns kommen her (BWV 638, komponiert 1713–1715)
  - Ich ruf zu dir, Herr Jesu Christ (BWV 639, komponiert 1713–1715)
  - In dich hab ich gehoffet, Herr (BWV 640, komponiert 1713–1715)
  - Wenn wir in höchsten Nöten sein (BWV 641, komponiert 1713–1715)
  - Wer nur den lieben Gott lässt walten (BWV 642, komponiert 1713–1715)
  - Alle Menschen müssen sterben (BWV 643, komponiert 1713–1715)
  - Ach wie nichtig, ach wie flüchtig (BWV 644, komponiert 1713–1715)

### Vokalmusik

#### Geistlich
- Johann Sebastian Bach
  - Kantate Gleichwie der Regen und Schnee vom Himmel fällt (BWV 18)
  - Kantate Christen, ätzet diesen Tag (BWV 63)
  - Kantate Alles mit Gott und nichts ohn' ihn (BWVE 1127)

- Georg Friedrich Händel
  - Ode for the Birthday of Queen Anne (HWV 74) (Geburtstagsode für Königin Anne)
  - Utrechter Te Deum und Jubilate

#### Weltlich
- Johann Sebastian Bach – Kantate Was mir behagt, ist nur die muntre Jagd (BWV 208)
- Louis-Nicolas Clérambault – Second livre de cantates (Zweites Kantatenbuch)
  - Alphée et Aréthuse für Sopran, Flöte oder obligate Gambe und Generalbass
  - Léandre et Héro, für Sopran, Violine, obligate Gambe und Generalbass
  - La musette, für Sopran, Musette oder Violine und Generalbass
  - Pirâme et Tisbé, für Haute-Contre, Flöte, Violine und Generalbass
  - Pigmalion, für Bass, Violine und Generalbass
  - Le triomphe de la paix für zwei Soprane, Bass, Violine und Generalbass

### Lehrwerke
- Johann Mattheson – Das neu-eröffnete Orchestre, Hamburg (1713)

### Instrumentenbau
- Hans Hantelmann fertigt die Orgel in der Burgkirche in Lübeck.
- Arp Schnitger
  - stellt die Orgel in der Kirche St. Laurentius in Abbehausen fertig.
  - beginnt mit dem Bau der Orgel in der Lutherkirche in Leer.
- Andreas Silbermann fertigt die Orgel in der Ehemalige Kirche St. Peter und Paul in Obernai.
- In der Werkstatt von Antonio Stradivari werden die beiden Violinen Gibson ex Huberman und Sancy sowie das Violoncello Bass of Spain, Adam hergestellt.

## Geboren

### Geburtsdatum gesichert
- 13. Februar: Domènech Terradellas, spanischer Opernkomponist († 1751)
- 02. März: Giammaria Ortes, venetianischer Komponist, Ökonom, Mathematiker, kamaldulenischer Mönch und Philosoph († 1790)
- 12. März (getauft): Johann Adolph Hass, deutscher Cembalo- und Clavichordbauer († 1779)
- 07. April: Nicola Sala, italienischer Komponist († 1801)
- 09. April: Anna Dober, mährische Poetin und Verfasserin zahlreicher geistliche Lieder († 1739)
- 30. April: Johann Wendelin Glaser, deutscher Kirchenmusiker († 1783)
- 06. Mai: Georg Ernst Stahl der Jüngere, Mediziner und Hofrat († 1772)
- 01. August: Jean-Baptiste Salomon, französischer Geigenbauer († 1767)
- 30. August: Johann Georg Benda, böhmischer Komponist († 1752)
- 07. September: Johann Andreas Bach, deutscher Hautboist und Organist († 1779)
- 04. Oktober: Antoine Dauvergne, französischer Violinist, Komponist und Operndirektor († 1797)
- 12. Oktober (getauft): Johann Ludwig Krebs, deutscher Komponist und Organist († 1780)
- 24. Oktober: Marie Fel, französische Opernsängerin in der Stimmlage Sopran († 1794)
- 26. November (getauft): Jan Zach, böhmischer Komponist und Kapellmeister im Kurfürstentum Mainz († 1773)
- 10. Dezember: Johann Nicolaus Mempel, deutscher Kantor und Musiker († 1747)

### Genaues Geburtsdatum unbekannt
- Johan Henrik Freithoff, dänisch-norwegischer Komponist, Violinist und Beamter († 1767)

## Gestorben

### Todesdatum gesichert

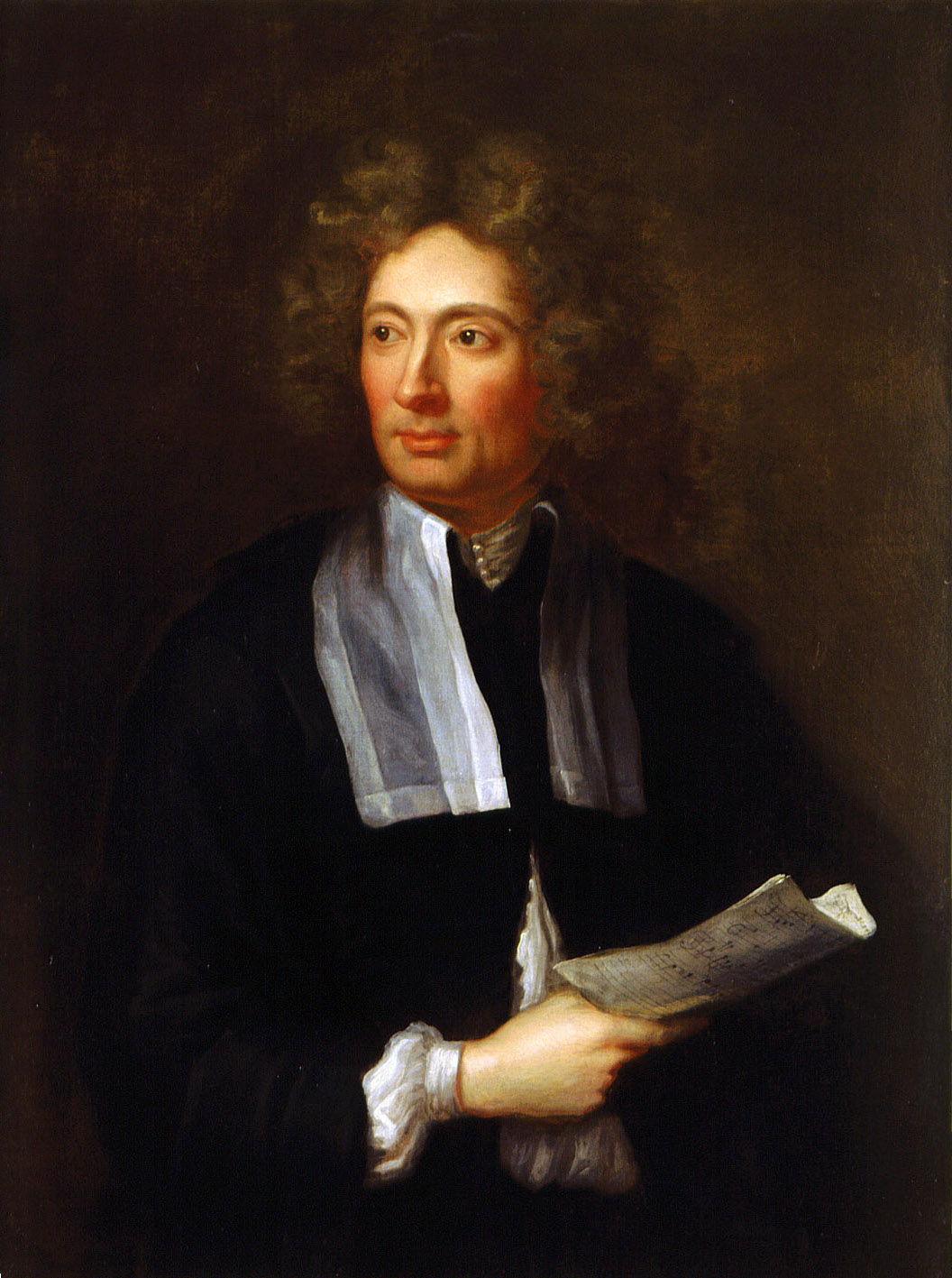
Arcangelo Corelli; † 8. Januar

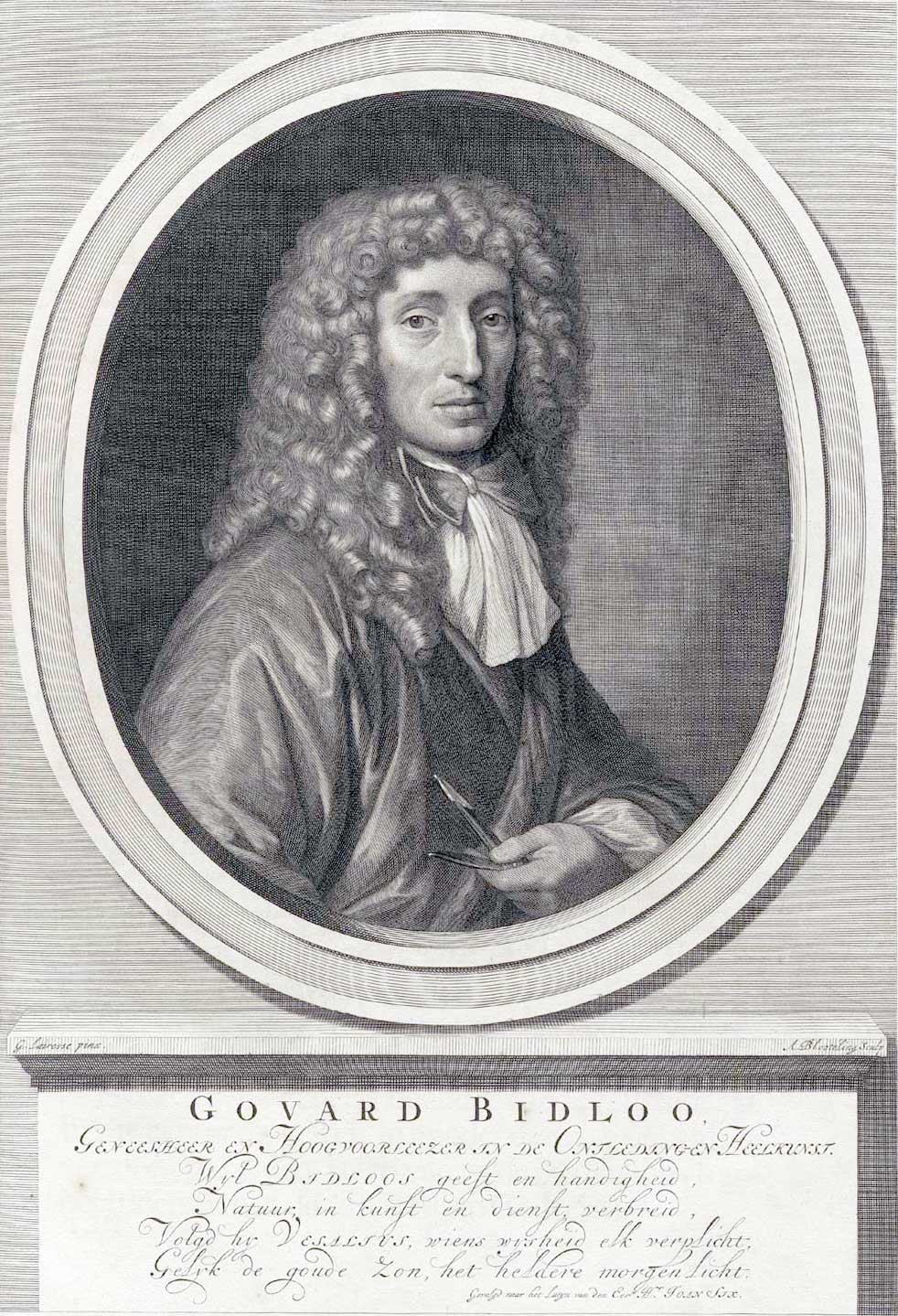
Govard Bidloo; † 30. März

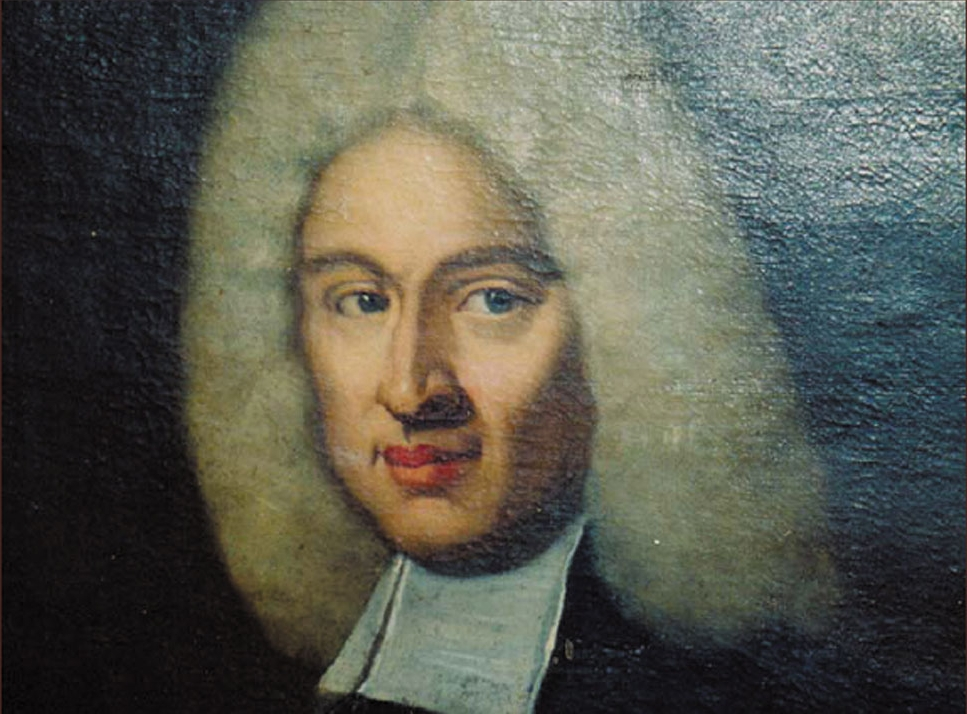
Ludovico Antonio Roncalli; † 25. August

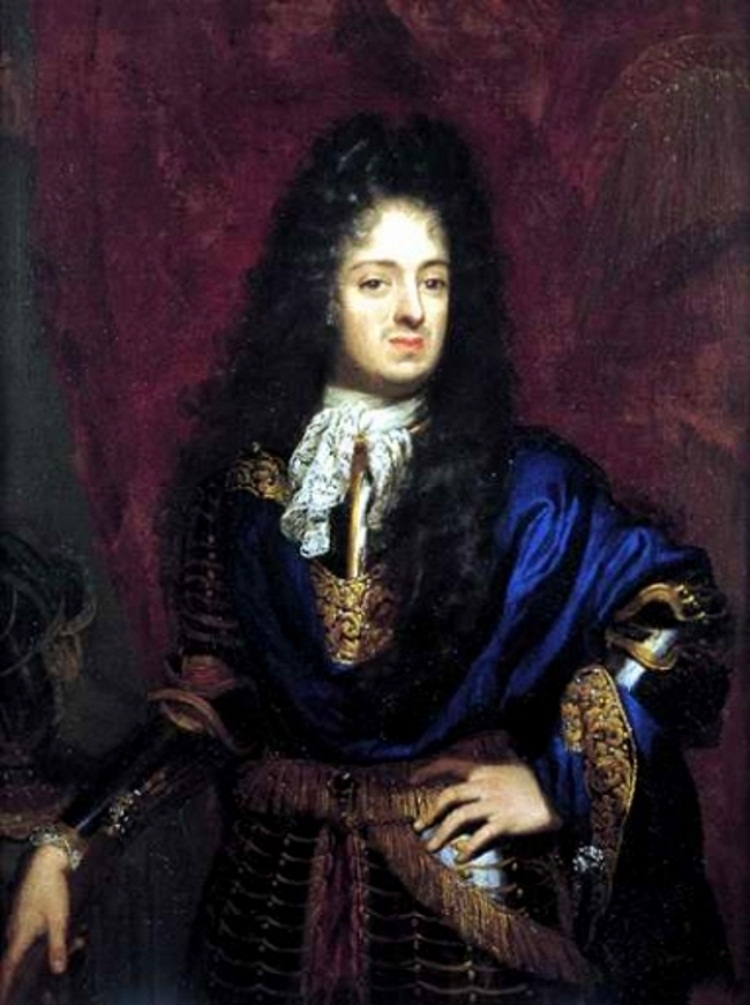
Ferdinando de’ Medici; † 31. Oktober

- 08. Januar: Arcangelo Corelli, italienischer Komponist und Violinist (* 1653)
- 03. März: Mauriz von Menzingen, Schweizer römisch-katholischer Ordenspriester, Kirchenlieddichter und Komponist (* 1654)
- 26. März: Paul I. Esterházy de Galantha, kaiserlicher Feldmarschall, Cembalist und Komponist (* 1635)
- 30. März: Govert Bidloo, niederländischer Chirurg, Anatom, Hochschullehrer, Leibarzt und Librettist (* 1649)
- 25. August: Ludovico Roncalli, italienischer Edelmann und Komponist (* 1654)
- 04. Oktober: Valentin Molitor, Schweizer Komponist und Organist (* 1637)
- 17. Oktober: Peter Lackmann, deutscher evangelischer Theologe und geistlicher Lieddichter (* 1659)
- 31. Oktober: Ferdinando de’ Medici, Erbprinz der Toskana, Musikförderer (* 1663)
- 28. Oktober: Paolo Lorenzani, italienischer Komponist und Kapellmeister (* 1640)

### Genaues Todesdatum unbekannt
- Wolfgang Michael Mylius, deutscher Komponist und Kapellmeister (* 1636)
- Stanisław Sylwester Szarzyński, polnischer Komponist (* um 1670)